# Oberpöring
Oberpöring är en kommun och ort i Landkreis Deggendorf i Regierungsbezirk Niederbayern i förbundslandet Bayern i Tyskland.
Kommunen ingår i kommunalförbundet Oberpöring tillsammans med kommunerna Otzing och Wallerfing.